# صدف پیچی لیگار
صدف پیچی لیگار (نام علمی: Turritella ligar) نام یک گونه از سرده برجکی‌ها است.